# Campeonato da Europa de Atletismo de 2018 - 100 m com barreiras feminino
A prova dos 100 metros com barreiras feminino do Campeonato da Europa de Atletismo de 2018 foi disputada entre os dias 8 e 9 de agosto de 2018 no Estádio Olímpico de Berlim em Berlim,  na Alemanha. 

## Recordes
Antes desta competição, os recordes mundiais e do campeonato nesta prova eram os seguintes:
|                       | Nome             | Nacionalidade  | Tempo | Local        | Data                 |
| --------------------- | ---------------- | -------------- | ----- | ------------ | -------------------- |
| Recorde mundial       | Kendra Harrison  | Estados Unidos | 12s20 | Londres      | 22 de julho de 2016  |
| Recorde do campeonato | Yordanka Donkova | Bulgária       | 12s38 | Estugarda    | 29 de agosto de 1986 |
| Recorde europeu       | Yordanka Donkova | Bulgária       | 12s21 | Stara Zagora | 20 de agosto de 1988 |

## Medalhistas
| Ouro                | Prata                   | Bronze              |
| Elvira Herman (BLR) | Pamela Dutkiewicz (GER) | Cindy Roleder (GER) |

## Cronograma
Todos os horários são locais (UTC+2).
| Data        | Hora  | Evento    |
| ----------- | ----- | --------- |
| 8 de agosto | 10:10 | Bateria   |
| 9 de agosto | 19:25 | Semifinal |
| 9 de agosto | 21:50 | Final     |

## Resultados

### Bateria
Qualificação: 3 atletas de cada bateria  (Q) mais os 2 melhores qualificados (q). 
| Posição | Bateria | Raia | Atleta             | Nacionalidade | Tempo | Notas |
| ------- | ------- | ---- | ------------------ | ------------- | ----- | ----- |
| 1       | 2       | 7    | Solène Ndama       | França        | 12.88 | Q,    |
| 2       | 3       | 3    | Karolina Kołeczek  | Polónia       | 12.96 | Q,    |
| 3       | 1       | 5    | Ricarda Lobe       | Alemanha      | 13.03 | Q     |
| 4       | 3       | 5    | Beate Schrott      | Áustria       | 13.06 | Q,    |
| 5       | 2       | 4    | Elisavet Pesiridou | Grécia        | 13.10 | Q     |
| 6       | 3       | 6    | Laura Valette      | França        | 13.16 | Q     |
| 7       | 3       | 7    | Anamaria Nesteriuc | Roménia       | 13.16 | q     |
| 8       | 1       | 3    | Caridad Jerez      | Espanha       | 13.19 | Q,    |
| 9       | 1       | 6    | Reetta Hurske      | Finlândia     | 13.21 | Q     |
| 10      | 1       | 7    | Luminosa Bogliolo  | Itália        | 13.21 | q     |
| 11      | 3       | 8    | Franziska Hofmann  | Alemanha      | 13.23 |       |
| 12      | 2       | 6    | Gréta Kerekes      | Hungria       | 13.23 | Q     |
| 13      | 1       | 8    | Ivana Lončarek     | Croácia       | 13.23 |       |
| 14      | 1       | 4    | Hanna Plotitsyna   | Ucrânia       | 13.23 |       |
| 15      | 2       | 2    | Annimari Korte     | Finlândia     | 13.31 |       |
| 16      | 2       | 5    | Elisa Di Lazzaro   | Itália        | 13.42 |       |
| 17      | 2       | 8    | Elin Westerlund    | Suécia        | 13.42 |       |
| 18      | 2       | 3    | Natalia Christofi  | Chipre        | 13.53 |       |
| 19      | 3       | 4    | Klaudia Sorok      | Hungria       | 13.93 |       |

### Semifinal
Qualificação: 2 atletas de cada bateria  (Q) mais os  2 melhores qualificados (q). 
| Posição | Bateria | Raia | Atleta             | Nacionalidade | Tempo | Notas                |
| ------- | ------- | ---- | ------------------ | ------------- | ----- | -------------------- |
| 1       | 3       | 4    | Pamela Dutkiewicz* | Alemanha      | 12.71 | Q                    |
| 2       | 2       | 4    | Elvira Herman*     | Bielorrússia  | 12.76 | Q                    |
| 3       | 2       | 6    | Solène Ndama       | França        | 12.77 | Q,                   |
| 4       | 1       | 3    | Cindy Roleder*     | Alemanha      | 12.83 | Q                    |
| 5       | 3       | 5    | Nadine Visser*     | Países Baixos | 12.84 | Q                    |
| 6       | 2       | 7    | Ricarda Lobe       | Alemanha      | 12.90 | q,                   |
| 7       | 3       | 8    | Karolina Kołeczek  | Polónia       | 12.94 | q,                   |
| 8       | 3       | 3    | Nooralotta Neziri* | Finlândia     | 12.94 |                      |
| 9       | 2       | 5    | Eline Berings*     | Bélgica       | 12.94 |                      |
| 10      | 2       | 3    | Eefje Boons*       | Países Baixos | 12.94 |                      |
| 11      | 1       | 4    | Alina Talay*       | Bielorrússia  | 12.96 | Q                    |
| 12      | 3       | 6    | Luca Kozák*        | Hungria       | 12.96 |                      |
| 13      | 1       | 2    | Elisavet Pesiridou | Grécia        | 13.00 | Recorde da temporada |
| 14      | 1       | 5    | Isabelle Pedersen* | Noruega       | 13.04 |                      |
| 15      | 1       | 8    | Luminosa Bogliolo  | Itália        | 13.09 |                      |
| 16      | 2       | 8    | Klaudia Siciarz*   | Polónia       | 13.12 |                      |
| 17      | 1       | 6    | Andrea Ivančević*  | Croácia       | 13.13 |                      |
| 18      | 2       | 1    | Reetta Hurske      | Finlândia     | 13.20 |                      |
| 19      | 3       | 2    | Laura Valette      | França        | 13.22 |                      |
| 20      | 1       | 7    | Gréta Kerekes      | Hungria       | 13.23 |                      |
| 21      | 2       | 2    | Beate Schrott      | Áustria       | 13.23 |                      |
| 22      | 3       | 1    | Anamaria Nesteriuc | Roménia       | 13.26 |                      |
| 23      | 3       | 7    | Stephanie Bendrat* | Áustria       | 13.43 |                      |
| 24      | 1       | 1    | Caridad Jerez      | Espanha       | 15.34 |                      |

* Atletas que entraram diretamente na semifinal. 

### Final
| Posição           | Raia | Atleta            | Nacionalidade | Tempo | Notas                |
| ----------------- | ---- | ----------------- | ------------- | ----- | -------------------- |
| Medalha de ouro   | 3    | Elvira Herman     | Bielorrússia  | 12.67 |                      |
| Medalha de prata  | 6    | Pamela Dutkiewicz | Alemanha      | 12.72 |                      |
| Medalha de bronze | 5    | Cindy Roleder     | Alemanha      | 12.77 | Recorde da temporada |
| 4                 | 8    | Nadine Visser     | Países Baixos | 12.88 |                      |
| 5                 | 1    | Ricarda Lobe      | Alemanha      | 13.00 |                      |
| 6                 | 2    | Karolina Kołeczek | Polónia       | 13.11 |                      |
| 7                 | 4    | Solène Ndama      | França        | DSQ   | 168.7 (b)            |
| 7                 | 7    | Alina Talay       | Bielorrússia  | DSQ   | 168.7 (b)            |

Legenda
| Recorde mundial       | Recorde mundial (World record)               |                       | Recorde africano                      | Recorde africano (African) |                                           | Q | Classificado por posição (Qualified) |
| Recorde do campeonato | Recorde do campeonato (Championship record)  | Recorde da América    | Recorde da América (Americas)         | q                          | Classificado por melhor tempo (Qualified) |   |                                      |
| Melhor marca do ano   | Melhor marca do ano (World leading)          | Recorde asiático      | Recorde asiático (Asian)              | DNS                        | Não largou (Did not start)                |   |                                      |
| Recorde nacional      | Recorde nacional (National record)           | Recorde europeu       | Recorde europeu (European)            | DNF                        | Não terminou (Did not finish)             |   |                                      |
| Recorde pessoal       | Recorde pessoal do atleta (Personal best)    | Recorde da Oceania    | Recorde da Oceania (Oceania)          | DSQ / DQ                   | Desclassificado (Disqualified)            |   |                                      |
| Recorde da temporada  | Recorde da temporada do atleta (Season best) | Recorde sul-americano | Recorde sul-americano (South America) | NM                         | Sem marca (No mark)                       |   |                                      |